# Cæcilianisme
Cæcilianisme (efter musikkens skytshelgen Sankt Cæcilia) er en kirkemusikalsk reformbevægelse som i begyndelsen af 1800-tallet trådte frem som en reaktion mod den symfonisk prægede kirkemusik med orkesterakkompagnement; man genoplivede musikalske værdier fra Palestrinatiden i 1500-tallet med gammelklassisk vokalpolyfoni 
Note
1. ↑  Altklassische Vokalpolyphonie, tysk opslag om gammelklassisk vokalpolyfoni